# William Post (empresario)
William Post (Grand Rapids, 27 de junio de 1927-Grand Rapids, 10 de febrero de 2024) fue un empresario e inventor estadounidense. Nacido de inmigrantes neerlandeses y criado en Míchigan, Post se convirtió en el gerente de planta de la empresa Hekman Biscuit, una empresa de galletas para la que trabajó desde que tenía dieciséis años. Como gerente de planta, Kellogg's se acercó a él para crear un pastel para tostadora que más tarde se conoció como Pop-tarts, obteniendo crédito por liderar el equipo que inventó el dulce. Con el tiempo se convirtió en vicepresidente senior de Keebler's hasta su jubilación a los 56 años. Después de jubilarse, Post trabajó como consultor y embajador de marca hasta 2003.

## Primeros años de vida
Post nació el 27 de junio de 1927, hijo de Henry Post y Johanna Jongsta en Grand Rapids, Míchigan. Sus padres eran inmigrantes neerlandeses pobres y su padre trabajaba como camionero, sacando cenizas usadas de los hornos de carbón. La familia de Post vivía en el lado sur de Grand Rapids y asistió a la escuela secundaria en Grand Rapids Christian High School. A la edad de 16 años, Post lavaba camiones a tiempo parcial para Hekman Biscuit Company, una empresa de galletas que luego pasaría a formar parte de Keebler. Después de graduarse de la escuela secundaria en 1945, un año más tarde fue reclutado en el Cuerpo Aéreo del Ejército de los Estados Unidos y sirvió en el Japón ocupado. Cuando Post regresó a Michigan, asistió a Calvin College (hoy Universidad Calvin) durante dos años y luego regresó a su trabajo en Hekman Biscuit Company. Post se convirtió en director de planta de la empresa a la edad de 21 años, gestionando todos los aspectos del negocio.

## Pop-tarts
En septiembre de 1963, Kellogg's se acercó a Post para preguntarle si su planta podía producir una masa para tostadora para competir con su rival Post (sin relación), que estaba creando uno propio. Aunque su jefe no tomó en serio la idea, permitió que Post continuara con el proyecto. Post le dijo a Kellogg's que podría tener algo en dos semanas. Post y su equipo desarrollaron rápidamente la receta, que perfeccionó llevando muestras a casa para que sus hijos las probaran casi a diario. Según Post, «tuvo que romper todas las reglas del libro», desarrollando a mano unas diez mil muestras en su laboratorio. Los pasteles se llamaban inicialmente fruit scones («bollos de frutas»), pero el nombre se cambió a «Pop-tarts», en alusión a la tendencia pop art de la época. El primer lote de Pop-Tarts se lanzó a las tiendas de comestibles en 1964 en Cleveland, Ohio, y se agotó rápidamente.
En 1967, Post pensó que el glaseado sería un complemento ideal para el producto. Algunas personas de la empresa creían que tostar haría que el glaseado se derritiera, pero no fue así. Ese mismo año, Post se mudó a Illinois para trabajar en la oficina corporativa de Keebler y finalmente se convirtió en vicepresidente senior. Se jubiló a los 56 años. Trabajó como consultor y embajador de marca de Kellogg's durante otros 20 años. Ayudó a desarrollar una serie de otros productos, incluidas las barras Nutri-Grain y Rice Krispies Treats.
Después de que Kellogg's adquiriera Keebler en 2001, Post y su esposa regresaron a Grand Rapids dos años después. A lo largo de su vida, Post sostuvo que la creación de Pop-tart fue un esfuerzo de equipo, afirmando: «Reuní un equipo increíble que desarrolló el concepto de Kellogg's de una masa para tostar estable en almacenamiento en un excelente producto que podríamos llevar al mercado en el lapso de sólo cuatro meses».

## Años posteriores
Cuando se jubiló, Post visitaba las escuelas para contar su historia a los estudiantes, contándoles cómo él, hijo de inmigrantes, alcanzó el éxito a través del trabajo duro. Según su hijo, siempre les decía a los estudiantes: «Si quieres llamar la atención, haz siempre más de lo esperado». Luego les daría a los estudiantes muestras de su suministro ilimitado de Pop-tarts. Tenía un arsenal de ellos en su automóvil, que tenía matrícula POPTART.
Post estuvo casado con su esposa Florence durante 72 años hasta la muerte de ella en 2020. Tuvieron dos hijos. Post murió de insuficiencia cardíaca el 10 de febrero de 2024, a la edad de 96 años.